# Dinoponera
Dinoponera — рід мурашок з триби Ponerini підродини Ponerinae. Представники роду мешкають виключно у Південній Америці. Ці мурахи, як правило, менш відомі, ніж Paraponera clavata, мураха-куля, однак загальна довжина тіла самок Dinoponera може перевищувати 3–4 см, що робить їх найбільшими мурашками у світі. Колонії Dinoponera зазвичай налічують менш як 100 особин. Колонії Dinoponera australis мають у середньому 14 робітників, Dinoponera gigantea — у середньому 41 робітника, а Dinoponera quadriceps має найбільші колонії — у середньому 80 робітників.

## Види
- Dinoponera australis Emery, 1901
- Dinoponera hispida Lenhart, Dash & Mackay, 2013
- Dinoponera gigantea Perty, 1833
- Dinoponera longipes Emery, 1901
- Dinoponera lucida Emery, 1901
- Dinoponera mutica Emery, 1901
- Dinoponera quadriceps Kempf, 1971
- Dinoponera snellingi Lenhart, Dash & Mackay, 2013

## Поширення
Представники роду живуть виключно у Південній Америці, мешкають на великій площі від гірських тропічних лісів на східному схилі Анд у Перу, Еквадорі та Колумбії до саван і рівнинних тропічних лісів у Бразилії, Гаяні, на південь через Болівію, Парагвай та Аргентину. Dinoponera australis, відомий в Болівії, Бразилії, Парагваї та Аргентині, має найширший ареал серед усіх видів Dinoponera.